# Cantó de Laval-Sud-Oest
El cantó de Laval-Sud-Oest és un cantó francès del departament del Mayenne, situat al districte de Laval. Té 1 municipis i el cap es Laval.

## Municipis
- Laval (part)

## Història
| Data d'elecció                           | Identitat             | Partit                                  | Qualitat |
| ---------------------------------------- | --------------------- | --------------------------------------- | -------- |
| 1945-1973                                | Francis Le Basser     | UNR, després UDR, després divers droite |          |
| 1973-1985                                | Marie-Louise Buron    | PS                                      |          |
| 1985-1992                                | Yves Patoux           | PS                                      |          |
| 1992-1998                                | François Zocchetto    | UDF                                     |          |
| 1998-2004                                | Hervé Éon             | PS                                      |          |
| 2004-2008                                | Guillaume Garot       | PS                                      |          |
| 2008-                                    | Jean-Christophe Boyer | PS                                      |          |
| les dades anteriors no són pas conegudes |                       |                                         |          |
|                                          |                       |                                         |          |

| A partir de 1990: Població sense dobles comptes |